# HAL 9000
HAL 9000は、SF小説およびSF映画の『2001年宇宙の旅』『2010年宇宙の旅』などに登場する、人工知能を備えた架空のコンピュータである。9000を省略してHALと呼ばれる事もある。HAL 9000は Heuristically Programmed Algorithmic Computer 9000の略である。

## 着想
1962年、ベル研究所にてIBM製のメインフレーム IBM 704 を使った音声合成が行われた時、音声出力装置にヴォコーダーを使い、「デイジー・ベル」を歌わせた。このデモをアーサー・C・クラークが実際に聴いたことで、『2001年宇宙の旅』のクライマックスシーンを着想したとされる。これよりスタンリー・キューブリックとアイデアを出しあい、HAL 9000の原型が生まれた。実際の映画の制作は、3年後の1965年からである。

## 登場作品

### 2001年宇宙の旅
映画版では1992年1月12日（クラークによる小説版では1997年同日）、イリノイ大学アーバナ・シャンペーン校のあるイリノイ州アーバナのHAL研究所（HAL Laboratories、小説の邦訳では「HAL工場」）にて、同型機の3号機として稼動状態に入ったとされている。開発者はシバサブラマニアン・チャンドラセガランピライ（通称：チャンドラ博士）。
木星探査（小説版では土星探査）のための宇宙船ディスカバリー号に搭載され、船内すべての制御をおこなっていた。チューリング・テストをクリアする程の高度なコンピュータである。人間と普通に会話でコミュニケーションを行い、ディスカバリー号の乗員が彼の異常について密談した際は窓越しに読唇術で会話を読み取る離れ業を行っている。姉妹機にSAL 9000 がある。
探査ミッション遂行のため、HAL 9000は乗員と話し合い協力するよう命令されていた。しかし一方で、密かに与えられたモノリス探査の任務について、ディスカバリー号の乗員に話さず隠せという命令も受けていた。『2001年宇宙の旅』では、これら2つの指示の矛盾に耐えきれず異常をきたし、ユニットの間違った故障予知をはじめるなど奇妙な言動が起こり、最後には自分を停止させようとする乗員を排除しようとしたと考えられている。「乗員が（死んで）いなくなれば永遠に話さずに済む。ミッションは自分だけで遂行すればいい」とHAL 9000は考えたことから、「コンピュータの反乱」の象徴ともなっている。
このために地球との交信アンテナを制御していたAE35ユニット故障の誤情報を出し、修理の為に船外に出た乗員フランク・プールを遭難させ、冷凍冬眠状態の3人の乗員の生命維持装置を切って殺害した。さらにデビッド・ボーマン船長の排除も企てるが失敗、ボーマンによって自律機能を停止された。ボーマンがHAL 9000のモジュールを次々引き抜くなか、HAL 9000は「怖い」「やめてほしい」と訴えながら次第に意識を混濁させ、1992年にHAL研究所でチャンドラ博士によって開発されたこと、最初の先生が『デイジー・ベル』の歌を教えてくれたことなど稼働初期の記憶のおうむ返しを始め、『デイジー・ベル』を歌いながら機能停止した。
ボーマンが巨大モノリスの調査中に消息を絶った後、ディスカバリー号と共に10年近く木星付近に放置されることになる。

### 2010年宇宙の旅
『2010年』で再起動される際にチャンドラ博士によって異常の原因を排除されたことで、正常に機能している。『2001年宇宙の旅』における異常は、矛盾した命令によるものであり、HAL 9000には責任がないという説明もなされている。
ディスカバリー号遭難と巨大モノリスの調査のために木星軌道に向かったアレクセイ・レオーノフ号の米ソ混成の調査チームの救命のために、ディスカバリーとともに消滅することになる運命を受け入れ、淡々とチャンドラ博士と別れの挨拶をするシーンで、名誉を回復している。なおフロイド博士らは再びHALが異常行動を取った際の安全策として、電源系統にリモコン式の切断装置を仕掛けていたが、察知していたチャンドラ博士により早々に除去されていた事が後で明らかになった。
直後に「かつてボーマン船長だった存在」の指令により、人類に向けてエウロパへの接近干渉を禁じるメッセージを送信する。木星の新星化によってHAL 9000のハードウェアはディスカバリー号と共に消滅したが、その知性自体はモノリスに導かれ、ボーマン同様にその一部となる。

### 2061年宇宙の旅
『2061年宇宙の旅』では、長年ボーマンと共にモノリスの機能を分析した結果、その一部をコントロール出来るまでになっており、エウロパに向かう宇宙船上にいたヘイウッド・フロイド博士の船室に小型のモノリスを出現させ、博士の精神を複製して同様にモノリスに取り込んでいる。

### 3001年終局への旅
『3001年終局への旅』では、1000年ぶりに回収・蘇生されてエウロパを訪れたプールと再会。この頃にはボーマンとの人格融合が進んで両者の区別が曖昧になっており、プールに「ハルマン」と呼ばれている。
30年後、モノリスの主人である500光年彼方の異星知性体の命令によりモノリスが人類を抹殺しようとしている事をプールに伝え、対抗策として人類側が用意した凶悪なコンピュータウィルスをモノリスに感染させる役を担った。彼ら自身はプールの用意した高容量のタブレット（記憶媒体）に退避し、1000年後に予想される次なる脅威に備えて、月面にある「保管庫」に保存された。

## 名称

### 語源と由来
HALはIBMを1文字ずつ前にずらして命名されたとする説（H←I、A←B、L←M / IBMより一歩先行くコンピュータを意味させている）が根強いが、監督のスタンリー・キューブリックや、共同脚本のアーサー・C・クラークはそれを否定している。小説『2010年宇宙の旅』では、チャンドラー博士自らIBM説を否定するくだりがある。
しかしクラークは後年になってからIBM社がこの説を迷惑がっているどころか半ば自慢しているらしいと聞き及び、『3001年終局への旅』のあとがきで「今後はこの説の間違いを正す試みを放棄する」と述べている。
小説では Heuristically programmed ALgorithmic computer （発見的な（ヒューリスティクス）プログラムをされたアルゴリズム的コンピュータ）の頭文字ということになっており、キューブリックも「アーサー・C・クラークと僕がコンピューターをHALと名づけたのは、HALの2つの学習様式である『発見的』（heuristic）と『アルゴリズム』（algorithmic）の頭文字を取ったからだ」と述べている。

### もう一つのHAL
スペースシャトルの機上コンピュータにはシャトル専用のプログラミング言語が用いられており、これを「HAL/S」（英: high-order assembly language/shuttle）という。Intermetrics社によって開発された「HAL/S」のベース言語「HAL」は1950年代の先駆的コンパイラのひとつ、MAC（MIT Algebraic Compiler）の影響を受けており、『HAL/S 言語仕様書』巻頭の謝辞にこのことが述べられている。NASAによる略語表の記載は前述のとおりであるが、もともと「HAL」のネーミングはIntermetrics社創業メンバーの1人が、MACの開発に携わった J. Halcombe Laning 博士に敬意を表するためにつけた名前であるという。

### パロディ
クラークが著した小説『神の鉄槌』にて、宇宙船＜ゴライアス＞に搭載されているセントラル・コンピュータの名前が「デイビット（David）」で、21世紀初頭、機能異常を起こしたコンピュータが搭乗員を排除して宇宙船を乗っ取る創作物の話を持ちだし、船長の判断を仰ぐ、という（古典的）ジョークを披露している場面がある。
また、迫稔雄の漫画『嘘喰い』で、主人公が昔の連れにつけた「ハル」というあだ名について、「HALはIBMを1文字ずつ前にずらして命名された」とする説とその連れの名前、およびコンピュータを彷彿させる高度な頭脳からHAL 9000になぞらえて付けたと説明する場面がある。
ディズニー/ピクサーのCGアニメーション映画『WALL・E』に登場する移民宇宙船の制御コンピュータ「オート」は、自身の任務を優先して船長や乗員を危機に陥れる役回りとなっており、デザインもHAL 9000を思わせる赤く光る眼になっている。

## 声優
『2001年宇宙の旅』、『2010年』とも、ダグラス・レインが演じている。
日本語吹替版では、『2001年宇宙の旅』と『2010年』テレビ朝日版は金内吉男、『2010年』TBS版は野田圭一が演じている。なお、『2001年宇宙の旅』日本語吹替版がWOWOWで放送された際は再放送でカットされた部分を木下浩之が演じている。